# Karine Vanasse

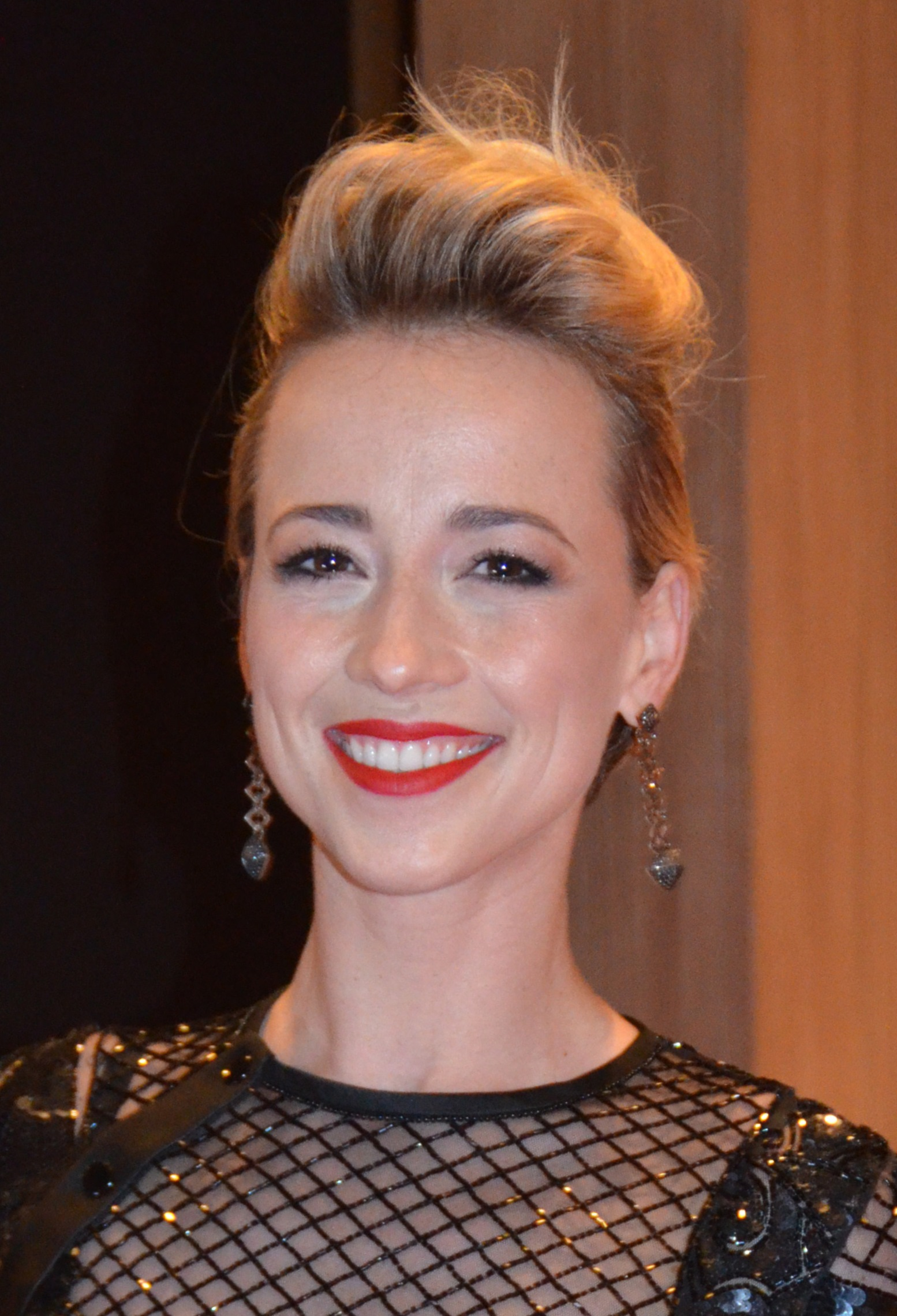
Karine Vanasse (2014)

Karine Vanasse (* 24. November 1983 in Drummondville, Québec) ist eine kanadische Schauspielerin und Filmproduzentin.

## Leben und Leistungen
Seit dem Alter von neun Jahren wollte Karine Vanasse Sängerin und Schauspielerin werden. Erste Erfahrungen sammelte sie bei Auftritten in Fernsehwerbungen. Von 1998 bis 2001 co-moderierte sie Les Débrouillards, eine Fernsehshow für Kinder. Regisseurin Léa Pool entdeckte sie dabei und besetzte mit ihr die Hauptrolle der Hanna in Emporte-moi – Nimm mich mit (1999). Der Jugendfilm wurde international bei verschiedenen Festivals mit Preisen gewürdigt. Im Frühjahr 2001 verbrachte Vanasse sechs Monate in Griechenland. Im Theater stand sie im Musical Irma, la douce (2002–2003) auf der Bühne. Unter der Regie von Charles Binamé verkörperte sie die Hauptrolle der Donalda in Séraphin: un homme et son péché (2002). Das Liebesdrama mit Pierre Lebeau und Roy Dupuis erhielt verschiedene Auszeichnungen und war an den kanadischen Kinokassen erfolgreich. Im Film Head in the Clouds (2004) war Vanasse mit Charlize Theron und Penélope Cruz zu sehen.
Bei der Fernsehserie Un homme mort (2006) trat sie auch als Co-Produzentin auf. 2009 produzierte sie Denis Villeneuves Drama Polytechnique, in dem sie auch eine der Hauptrollen spielte.

## Filmografie (Auswahl)
Schauspielerin
- 1998–2001: Les débrouillards
- 1999: Le souper
- 1999: 2 frères (Fernsehserie)
- 1999: Emporte-moi – Nimm mich mit (Emporte-moi)
- 2001: Mon meilleur ennemi (Fernsehserie)
- 2001: Du pic au cœur
- 2002: Séraphin: un homme et son péché
- 2004: Head in the Clouds
- 2006: Sans elle
- 2006: Marie-Antoinette (Fernsehfilm)
- 2006: Un homme mort (Fernsehserie)
- 2006: October 1970 (Miniserie)
- 2007: Killer Wave – Die Todeswelle (Killer Wave, Fernsehfilm)
- 2007: Ma fille, mon ange
- 2009: Polytechnique
- 2010: L'enfant prodige
- 2011: Angle mort
- 2011: Midnight in Paris
- 2011: Switch – Ein mörderischer Tausch (Switch)
- 2011: Perdu avec toi (I'm Yours)
- 2011: French Immersion (C'est la faute à Trudeau)
- 2011–2012: Pan Am (Fernsehserie)
- 2013: Zwischen den Wellen (En solitaire)
- 2013: All the Wrong Reasons
- 2013–2015: Revenge (Fernsehserie)
- 2014: X-Men: Zukunft ist Vergangenheit (X-Men: Days of Future Past)
- 2015: The Forbidden Room
- 2015: Buddha’s Little Finger
- 2015: Paul à Québec
- 2016–2018: Blue Moon (Fernsehserie)
- 2017–2020 : Cardinal (Fernsehserie)
- 2017: De père en flic 2
- 2017: Et au pire, on se mariera
- 2017: The Trench – Das Grauen im Bunker 11 (Trench 11)
- 2019: Malek
- 2019: God Friended Me (Fernsehserie)
- 2021: Après (Fernsehserie)
- 2022: Arsenault & Fils
- 2022: Bones of Crows
- 2022–2023: Avant le crash (Fernsehserie)
- 2023: Ru
- 2023: Bones of Crows  (Miniserie)
- 2023: Plan B (Fernsehserie)
- 2023: Hidden Assets (Fernsehserie)

Filmproduzentin
- 2009: Polytechnique
- 2015: Paul à Québec

## Auszeichnungen (Auswahl)
- 1999 gewann sie beim Toronto International Film Festival für Emporte-moi eine Special Jury Congratulation.
- 1999 gewann sie beim Valladolid International Film Festival für Emporte-moi einen Youth Jury Award.
- 2000 gewann sie einen Prix Jutra als beste Schauspielerin für Séraphin: un homme et son péché.
- 2001 gewann sie einen Chlotrudis Award als beste Schauspielerin für Emporte-moi
- 2002 gewann sie einen Gémeau Award für Les Débrouillards.
- 2003 gewann sie einen Prix Jutra als beste Schauspielerin für Emporte-moi.
- 2004 wurde sie für einen Genie Award als beste Schauspielerin in einer Hauptrolle für Séraphin: un homme et son péché nominiert.